# Ferrovia Arnhem-Leeuwarden
La ferrovia Arnhem-Leeuwarden anche conosciuta come Staatslijn A (tradotto dall'olandese, "Linea di stato A"), è una linea ferroviaria dei Paesi Bassi tra Arnhem e Leeuwarden. La linea entrò in esercizio tra il 1865 e il 1868 collegando le città di Arnhem e Leeuwarden passando per Deventer, Zwolle e Heerenveen.
| Continuation backward |

| Unknown route-map component "CONTgq" | Unknown route-map component "ABZg+r" |  |

| Station on track |

| Stop on track |

| Unknown route-map component "CONTgq" | Unknown route-map component "ABZgr" |  |

| Stop on track |

| Stop on track |

| Stop on track |

| Stop on track |

|  | Unknown route-map component "eABZgl" | Unknown route-map component "exCONTfq" |

| Unknown route-map component "hKRZWae" |

| Stop on track |

|  | Unknown route-map component "ABZg+l" | Unknown route-map component "CONTfq" |

| Unknown route-map component "hKRZWae" |

| Station on track |

| Unknown route-map component "CONTgq" | Unknown route-map component "ABZgr" |  |

| Unknown route-map component "hKRZWae" |

| Unknown route-map component "CONTgq" | Unknown route-map component "ABZgr" |  |

| Unknown route-map component "SKRZ-Au" |

| Unknown route-map component "hKRZWae" |

| Unknown route-map component "CONTgq" | Unknown route-map component "ABZg+r" |  |

| Unknown route-map component "hKRZWae" |

| Station on track |

|  | Unknown route-map component "ABZgl" | Unknown route-map component "CONTfq" |

| Stop on track |

| Stop on track |

| Continuation backward | Straight track |  |

| Unknown route-map component "ABZg+l" | One way rightward | Continuation backward |

| Unknown route-map component "ABZl+l" | Station on transverse track | Unknown route-map component "ABZr+r" |

| Unknown route-map component "ABZgl" | Unknown route-map component "STR+r" | Continuation forward |

| Continuation forward | Straight track |  |

| Unknown route-map component "hKRZWae" |

| Unknown route-map component "SKRZ-Ao" |

| Unknown route-map component "hKRZWae" |

| Unknown route-map component "SKRZ-Ao" |

| Station on track |

| Unknown route-map component "CONTgq" | Unknown route-map component "ABZgr" |  |

| Unknown route-map component "hKRZWae" |

| Stop on track |

| Stop on track |

| Unknown route-map component "hKRZWae" |

| Station on track |

| Unknown route-map component "SKRZ-Au" |

| Stop on track |

| Unknown route-map component "hKRZWae" |

| Stop on track |

|  | Unknown route-map component "ABZg+l" | Unknown route-map component "CONTfq" |

| Station on track |

| Continuation forward |